# Холодюк Роман Дмитрович
Рома́н Дми́трович Холодю́к (28 лютого 1988, с. Горішня Вигнанка, Тернопільська область — 4 вересня 2022, біля с-ща Соснове, Донецька область) — український військовослужбовець, солдат 81 ОАеМБр Збройних сил України, учасник російсько-української війни. Кавалер ордена «За мужність» III ступеня (2023, посмертно), почесний громадянин міста Чорткова (2022, посмертно).

## Життєпис
Роман Холодюк народився 28 лютого 1988 року в селі Горішній Вигнанці, нині Чортківської громади Чортківського району Тернопільської области України.
У 2014 році вирушив добровольцем на схід України. На фронті знову з початком повномасштабного російського вторгнення в Україну. Служив водієм аеромобільного батальйону 81-ї окремої аеромобільної бригади. Загинув 14 вересня 2022 року біля с-ща Соснове на Донеччині.
Похований 23 вересня 2022 року в рідному селі.
Залишилися батьки, дружина та сини.

## Нагороди
- орден «За мужність» III ступеня (3 листопада 2023, посмертно) — за особисту мужність, виявлену у захисті державного суверенітету та територіальної цілісності України, самовіддане виконання військового обов'язку[1];
- почесний громадянин міста Чорткова (2022, посмертно) — за вірність військовій присязі, особисту мужність, самовідданість та героїзм, виявлені під час виконання бойових завдань на сході України, за вагомий внесок у забезпеченні суверенітету і територіальної цілісності України[2]